# Muhlbach-sur-Munster

Muhlbach-sur-Munster este o comună în departamentul Haut-Rhin din estul Franței. În 2009 avea o populație de 763 de locuitori.

## Evoluția populației
| An        | 1975 | 1982 | 1990 | 1999 | 2006 | 2009 |
| --------- | ---- | ---- | ---- | ---- | ---- | ---- |
| Populație | 728  | 668  | 631  | 725  | 760  | 763  |